# Бабин, Михаил Фёдорович
Михаил Фёдорович Бабин (1905—1943) — советский общественный и политический деятель, депутат Верховного Совета РСФСР.

## Биография
С мая 1936 года — инструктор Ульяновского городского комитета ВКП(б) Куйбышевского края, а затем Куйбышевской области. С июля 1937 по август 1938 года — председатель Ульяновского горсовета.
С августа 1938 года по январь 1940 года исполнял обязанности Куйбышевского горсовета, с января 1940 по апрель 1941 года — председатель Куйбышевского горисполкома. С апреля 1941 года переведён в аппарат Куйбышевского обкома ВКП(б) — секретарь Куйбышевского областного комитета ВКП(б) по строительству и промышленности строительных материалов. С 22.11.1941 по 4.7.1942 работал вторым секретарём Куйбышевского областного комитета ВКП(б).
Эвакуирован в Нижний Тагил, работал начальником политодела Тагилстроя. 
Умер в 1943 году.
Избирался депутатом Верховного Совета РСФСР I созыва от Ульяновского избирательного округа Куйбышевской области (1938—1947).